# 파르하트 하르키
파르하트 이브라기모비치 하르키(카자흐어: Фархад Ибрагимұлы Харки 파르하트 이브라기물르 하르키, 러시아어: Фархад Ибрагимович Харки, 1991년 4월 20일~)는 카자흐스탄의 역도 선수이다. 2016년 하계 올림픽 남자 페더급 동메달을 획득했다.